# Alan I. z Albretu

Erb Albretovců

Alain I z Albretu (1440–1522), zvaný „Veliký“, byl mocný francouzský aristokrat. Byl 16. pánem Albretu, vikomtem tartaským a hrabětem graveským a castreským.

## Život
Alan I. z Albretu, narozený roku 1440 jako syn Kateřiny z Rohanu a Jeana I. z Albretu, byl vnukem a dědicem Karla II. z Albretu a roku 1471 se stal hlavou rodu Albretů.
Během půlstoletí vlády uplatňoval politické postupy, které byly možná více pozoruhodné než efektivní. Alan šel ve stopách svého otce a stal se jedním z nejviditelnějších politických hráčů na evropské šachovnici. Na počátku své vlády těžil Alain I. z věrnosti vůči Ludvíku XI. a tak rozšířil své panství. Za ženu si vybral bohatou Frances, hraběnku z Périgordu, která do manželství přinesla hrabství Périgord, vikomství Limoges a Penthièvre a nároky na Bretaň coby věno. Později se zmocnil Armagnacu a svého syna Jana oženil s Kateřinou, která byla jen krátce před tím prohlášena za navarskou královnu.
I přes neúspěchy ve válce bláznů uzavřel mnoho výhodných spojenectví díky své dceři Charlottě, kterou provdal za Cesara Borgiu.
Zemřel na zámku Castel Jaloux v listopadu roku 1522 ve věku 81 nebo 82 let.

## Válka bláznů
Během takzvané války bláznů doufal Alain v upevnění své moci tím, že převezme kontrolu nad Bretaní sňatkem s Annou Bretaňskou, dcerou vévody Františka II. Bretaňského.
Zapojil se do povstání proti králi, ale jeho akce nebyla úspěšná. V roce 1487 nebyl schopen poskytnout vojenskou pomoc svým spojencům a o rok později se sám střetl s královským vojskem. V bitvě u Saint Aubin du Cormier velel královským vojákům Ludvík II. de la Trémoill a zvítězil. Alain přesto dále doufal v převzetí moci nad Bretaní a obsadil Nantes. Nabídl pak město králi výměnou za schválení sňatku s Annou Bretaňskou. Šlechtična sama byla ovšem proti svatbě s Alainem a vzala si raději francouzského krále, čímž Alainovy sny o moci na Bretaní pohřbila.

## Potomci
S Frances de Périgord měl sedm dětí:
- Jan z Albretu – který se oženil s Kateřinou Navarrskou
- Gabriel z Albretu
- Charlotta z Albretu – která si vzala Cesara Borgiu
- Amanieu z Albretu – biskup a kardinál parmský, který zemřel v roce 1520
- Pierre z Albretu
- Louise z Albretu – která si vzala Karla I. Croÿského a zemřela roku 1531
- Isabelle z Albretu